# Serie 140-2068 a 2471 de Renfe
La serie 140-2068 a 2471 de Renfe fue un conjunto de locomotoras de vapor procedentes de las antiguas series 400, 4400, 4700, 4800 y 4900 de la Compañía de los Caminos de Hierro del Norte de España y formaron el grupo de máquinas del mismo modelo más numeroso de toda la red española. Pasaron a Renfe como 140-2068 a 2471, menos la 4736 destruida en la guerra civil.
En los días de Renfe, el mayor número de locomotoras de este tipo se puede encontrar en León (63 unidades en 1941, 73 en 1949), seguido por Valladolid (47 unidades en 1941, 54 en 1949).
A finales de los 40, se inició una prueba para dotar de quemadores mixtos de carbón y fuel oil a las 140-2130, 2224, 2248, 2306, 2328, 2359, 2372, 2377, 2380, 2384, 2424, 2426, 2427, 2449, 2451, 2455 y 2458. Estos ensayos no se extendieron y los sistemas fueron desmontados en 1952.
En 1954, el mayor número de locomotoras del tipo se encuentra en Lérida (55 unidades).
Se instaló en la 140-2438 una caldera Franco-Crosti, pero los ensayos no dieron el resultado esperado. En los años 60, Renfe alquiló a Comboios de Portugal las 140-2123, 2169, 2225, 2243, 2281, 2288, 2303, 2326, 2341, 2472, 2475 a 2478, 2490 a 2492, 2497 a 2499.
Los desguaces se iniciaron en 1964, hasta 1969.